# 3. honvedski poljskotopniški polk (Avstro-Ogrska)
Za druge 3. polke glejte 3. polk.
3. honvedski poljskotopniški polk (izvirno nemško Feldkanonenregiment Nr. 3; madžarsko 3. honvéd tábori ágyúsezred) je bil artilerijski polk Kraljevega madžarskega domobranstva.

## Zgodovina

### Prva svetovna vojna
Polkovna narodnostna sestava leta 1914 je bila sledeča: 91% Madžarov in 9% drugih.

## Poveljniki
- maj 1914: Heinrich Loidin[1]